# Шовкохвіст натеванський
Шовкохвіст натеванський (Lamprolia klinesmithi) — вид горобцеподібних птахів родини віялохвісткових (Rhipiduridae).

## Назва
Вид названо на честь Теодора Кляйншмідта, колекціонера з музею Годеффруа в Гамбурзі, який отримав перші екземпляри птаха.

## Поширення
Ендемік фіджійського острова Вануа-Леву. Мешкає в первинних вологих тропічних лісах, а також у лісових ділянках, а також зустрічається в модифікованих людиною середовищах проживання, таких як лісосіки та в плантаціях. За оцінками, популяція виду становить 10-16 тис. птахів.

## Опис
Дрібний птах, розміром близько 10 см і вагою 10-12 г. Це невеликий птах з довгими округлими крилами і коротким закругленим хвостом. Оперення самця оксамитове чорне з металево синім відблиском на спині і грудях, і біле біля основи хвоста. Край хвоста чорний, іноді цей кінчик має таку ж райдужну оболонку, як і інші частини тіла. Від шовкохвоста відрізняється блискучішим забарвленням.

## Спосіб життя
Птах досить невловий і його важко помітити. Зазвичай він дуже активний на світанку і трапляється або поодинці, або невеликими зграями. Живиться безхребетними.